# Periscope
Periscope — це додаток для Android, iOS та tvOS, що призначений для трансляції потокового відео в реальному часі. Сервіс було запущено 26 березня 2015 року. Ще до запуску, 13 березня було офіційно оголошено про купівлю Periscope компанією Twitter. За словами співзасновника Periscope Кейвона Бейкопура (англ. Kayvon Beykpour) додаток розроблявся для використання в безлічі життєвих ситуацій, починаючи від зйомок живих виступів і протестів, закінчуючи першими кроками дитини. Вже через 4 місяці після запуску, Periscope налічував 10 мільйонів зареєстрованих користувачів, а також 350,000 годин переглянутого відео щодня.

## Сервіс
Користувачі Periscope можуть розміщувати повідомлення в Twitter з посиланням на онлайн трансляцію. Вони, також можуть зробити своє відео доступним тільки для окремих користувачів. У додатку є функція відправлення «сердечок» стримеру — як жест вподобання, заохочення.
У листопаді 2015 року додаток отримав одне з найбільших оновлень за свою історію — в ньому з'явилася можливість перемотувати записані трансляції, на карті тепер відображаються нещодавно створені стріми, а для iPhone 6S була додана підтримка 3D Touch.
15 грудня 2020 року Twitter оголосив, що припиняє роботу служби з 31 березня 2021 року.